# Werner Andresen
Werner Andresen (* 3. Januar 1932) ist ein ehemaliger dänischer Radrennfahrer und nationaler Meister im Radsport.

## Sportliche Laufbahn
1953 gewann er die nationale Meisterschaft im Sprint der Amateure vor Jens Juul Eriksen. 1954 wurde er Profi und gewann den nationalen Titel im Sprint der Berufsfahrer. 1960 wurde er Vize-Meister hinter Palle Lykke. Im Punktefahren konnte er 1956 den Titel gewinnen.